# Sven Weigang
Sven Weigang (* 14. November 1964 in Leipzig) ist ein deutscher Fußballtrainer und ehemaliger Fußballspieler.

## Karriere

### Als Spieler
Sven Weigang ist der Sohn des DDR-Fußballnationalspielers Horst Weigang und der Bruder der Leistungsschwimmerin Birte Weigang. Sven Weigang spielte, wie bereits sein Vater, auf der Position des Torwarts.
Er bestritt die meisten seiner Karrierepartien in der damals zweitklassigen DDR-Liga, mit der BSG Stahl Riesa spielte er in der DDR-Oberliga. Nach der Wiedervereinigung schloss sich Weigang Blau-Weiß 90 Berlin an und spielte mit den Hauptstädtern in der 2. Bundesliga Nord.
1981 nahm er mit der U16-Mannschaft der DDR an der Europameisterschaft teil und kam zu fünf Einsätzen.

### Als Trainer
Sven Weigang trainierte bis 2017 die B-Juniorinnen von Turbine Potsdam, mit denen er fünf Meistertitel holte und weitere dreimal ins Finale einzog. 2020 schloss er sich dem Trainerstab der RSV Eintracht Stahnsdorf als Torwart-Trainer und Jugendtrainer an.
Da Turbine Potsdam 2022 mit lediglich einem Punkt aus den ersten sechs Saisonspielen schwach in die Bundesligasaison startete, wurde Sebastian Middeke freigestellt und Dirk Heinrichs Interimstrainer. Da Heinrichs nicht über die benötigte A-Lizenz verfügte, wurde Weigang im November 2022 als neuer Trainer der Turbinen vorgestellt. Noch vor Beginn der Rückrunde einigte man sich aber, die Zusammenarbeit zu beenden.
Die Weigangs eröffneten 2000 eine eigene Fußballschule in Kleinmachnow.

## Erfolge
- als Trainer: Deutscher Meister B-Juniorinnen: 2009, 2010, 2011, 2015, 2016